# 砂利

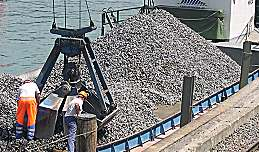
艀からおろされる砂利

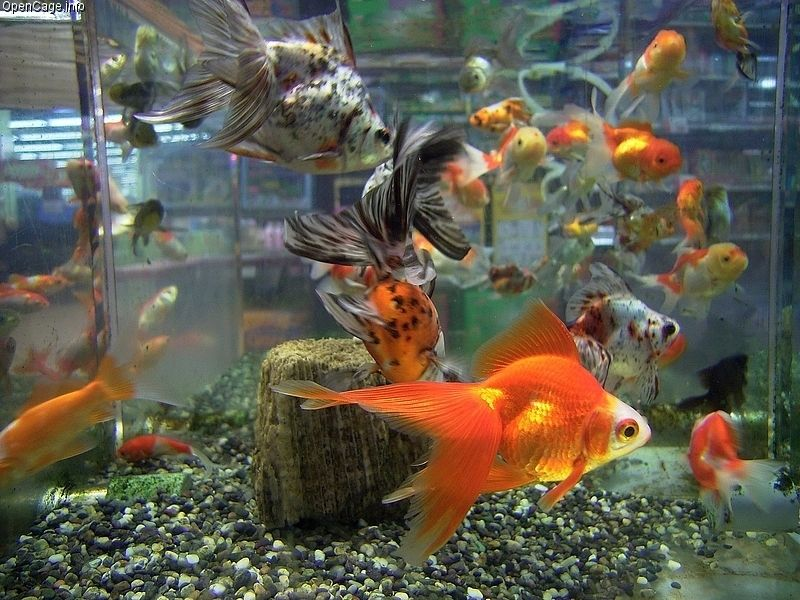
金魚の水槽に入れられた砂利

砂利（じゃり、ざり、英: gravel）は、粒径が一定の細かさをもつ丸みを帯びた石。より細かい砂や比較的大きい栗石や玉石を含むこともある。岩石を破砕した砕石とは異なる。

## 定義と種類

### 定義
砂利は粒径と形状によって定義される。粒径がおおむね300mm以内の丸みを帯びた岩石は、小さい順に砂、砂利、栗石、玉石と呼ばれており、これらをまとめて砂利と扱うこともある（後述のように砂と砂利は骨材などではふるいによる区別がある）。
また、砂利は一般的には河川の上流部の岩石が風化作用で母岩を離れ、または流域の砂礫が浸食作用によって崩壊し、これが河川を流下しながら角が削り取られ丸み帯びたものをいう。岩石を破砕した砕石は形状が丸みを帯びたものではなく砂利とは異なる。

### 骨材と砂利
モルタルやコンクリートの骨格に用いられる材料を骨材といい、砂や砂利は岩石から自然作用で産出される天然骨材である。一方、砕砂や砕石は天然骨材とは異なり岩石を人工的に粉砕したものである。
10mmふるいを全部通過し、5mmふるいを重量で85%以上通過する骨材を細骨材といい、砂や砕砂が細骨材にあたる。また、5mmふるいを重量で85%以上とどまる骨材を粗骨材といい、砂利や砕石が粗骨材にあたる。
なお、砂利と粗骨材、砂と細骨材は同義語として用いられることもあるが、以上のように粗骨材・細骨材の一種である。

### 種類
砂利や砂は、産状により、河川砂利（砂）、陸砂利（砂）、山砂利（砂）、海砂利（砂）に分類される。
河川砂利（砂）
河川や堰・ダムに堆積したもの。コンクリート骨材に最も適した砂利である。しかし、河川からの採取は治水上・河川管理上の影響が大きいため規制されるようになった。
陸砂利（砂）
河川流路跡や氾濫原、扇状地から採取したもの。農地付近であることが多く休業補償や泥分の除去に多くのコストがかかる。
山砂利（砂）
山地、丘陵地、台地から採取したもの。
海砂利（砂）
海浜や海底などに堆積したもの。塩分の除去や粒度、貝殻の除去の問題がある。

## 基礎資材としての砂利

### 建設材料
建設材料としての砂利には、道路や鉄道軌道用の路盤材料や、盛土や埋立地などを造成する土工材料、コンクリートを造る際の骨材、日本庭園の造園における敷石などの種類がある。

日本におけるコンクリート用骨材は、砂はJIS A 5308「レディーミクストコンクリート用骨材」、砕石にはJIS A 5005「コンクリート用砕石及び砕砂」などが規定されている。

### 砂利の資源
砂利採掘自体は川の氾濫による水害予防のために日本でも古くから行なわれていたが、幕末に開港すると、外国船の安定した航行のため船底にしく「船足（ふなあし）砂利」として活発化し、横浜では明治3年（1870年）に玉川砂利会社が設立され、横浜―新橋間の鉄道建設にも使われた。
日本における砂利の利用は、関東地震頃から本格化したとされている。当時は、大消費地に近い都市近くの多摩川や荒川などの大河川で川砂利が盛んに採取された。当時砂利の運搬をするために各地に小さな鉄道会社が設立され、それが後の東急電鉄、相模鉄道などの大手私鉄の母体となったものも少なくない。その後、砂利の需要が飛躍的に増えるのが高度経済成長前の建設ラッシュの頃である。それまでほぼ全量を賄ってきた川砂利は、河川護岸の浮き上がりや橋梁基礎の洗堀などさまざまな問題が表れるようになると徐々に採取の規制がされるようになり、1960年代末までには主要な河川で採取が原則禁止されることとなった。それでも増加する砂利需要に応えるため、川砂利に代わって砕石や陸砂利、海砂利の割合が多くを占めるようになった。特に砕石は、全需要の50%を超える供給源となったが、運搬に使われるダンプトラックの過載積や、騒音・振動・排気ガスの問題が顕在化されるようになり、道路交通法が改正されることとなった。海砂利は、砕石に適した岩石が少ない瀬戸内海沿岸や九州北部で盛んに行われたが、採取によって漁場が荒れるなどの漁業への影響が発生したことなどから徐々に規制が進み、瀬戸内海では全面規制も検討されている。1990年代の平成不況以降は砂利需要の伸びは落ち着いてはいるが、国内での骨材供給は自然保護意識の高まりや郊外の都市化の進展など砕石採取に適した場所の減少や、川砂利、海砂利の採取規制によって供給に不安が見られるようになった。そこで、中国から川砂利が輸入されるようになったものの、中国では中国内の需要の増加などにより2007年（平成19年）3月から、砂の全面輸出禁止となった。
現在では、ダムや堰に堆積した砂利を活用することが行われている。また、河川への堆積土砂が進んだため、川砂利採取の規制緩和も進んでいる。
今後21世紀半ばにかけては、高度成長期に建設された構造物の耐用年数を迎え解体されるものが増えてくると予測されており、それらを再生砂利として有効活用し、需要を満たしていくことが考えられており、品質を向上させたり再生処理コストの削減を研究する動きが進んでいる。

## その他の用途

### 水処理
浄水場や下水処理場の濾過に使われるフィルター材としても利用されている。

### アクアリウム
水生生物を飼育するアクアリウムでは、水槽内の景観デザインや、水草を固定させるために砂利を敷くことがある。

### 防犯・防草

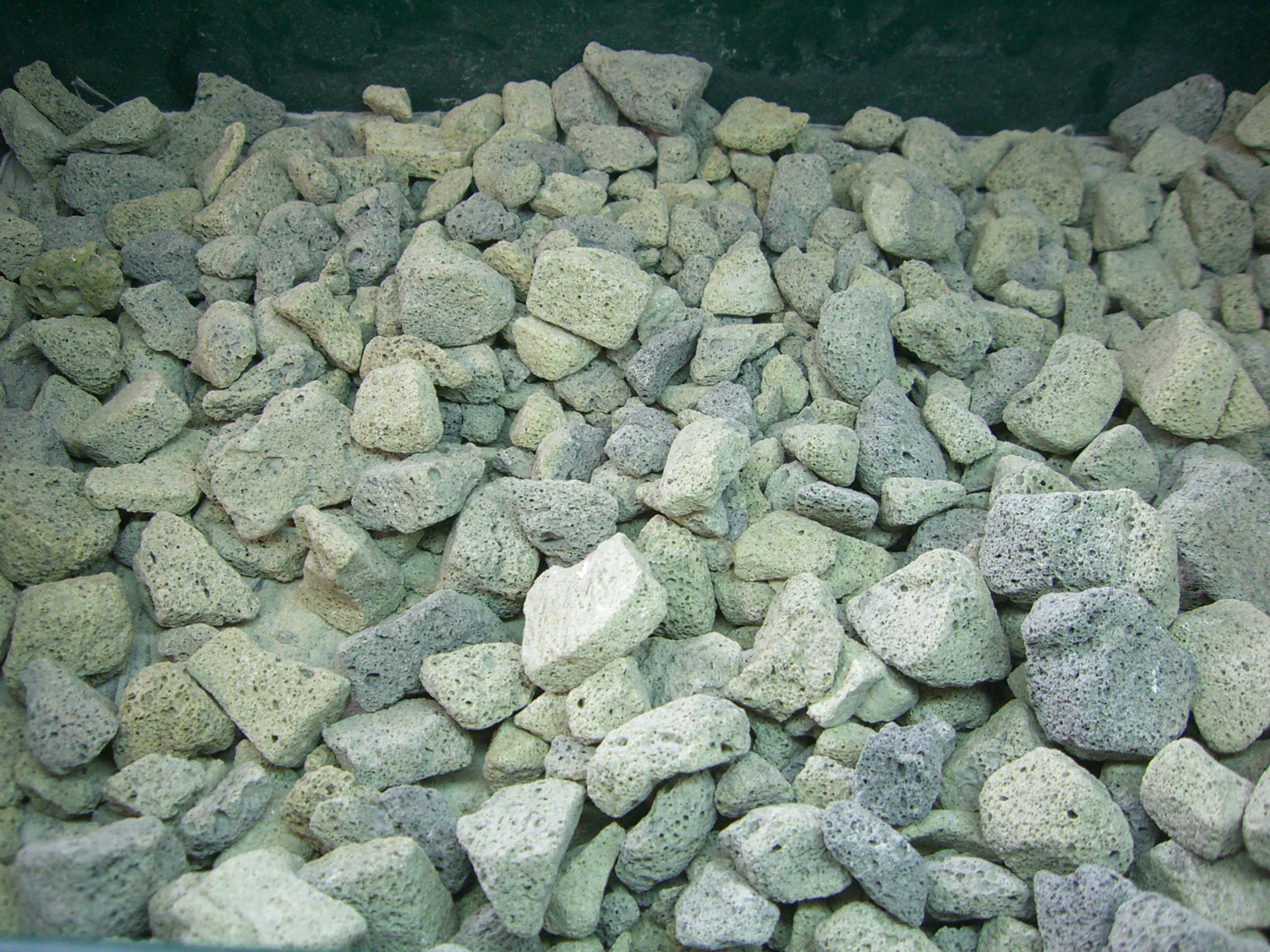
リサイクル発泡骨材
『防犯砂利』

一般家庭では防犯（足音が出るようにする為）や雑草の生育を阻害する目的で用いられることがある。
防犯用の防犯砂利には廃ガラスや岩石を素材にしたものなどがあり素材はさまざまである。リサイクル発泡骨材と呼ばれる、廃ガラス瓶などガラス材をリサイクルし、発泡剤を混合･焼結して出来た骨材を用いたものもある。この骨材は、ガラス質の強固な無数の微細な気泡を持ち不定形塊状からなっている。軽量で強度もあり薬品･油･熱にも強い。運動場の水はけ用や、急斜面地の壁背面裏込め用や、浸透地下トレンチ材として利用されているほか、敷詰めた上を歩くと『じゃりじゃり』と音がし、敷地内進入防止に効果があることから、『防犯砂利』として一般住宅用にも広く利用されている。

## 隠語
また劇場などで使われた隠語から、子供を指す蔑称として「ジャリ」が使われることもある。丸刈りが主流だった時代、子供客の集まりを劇場の上から見下ろすと、砂利のように見えたことから。

## 参考資料
- 骨材需給表（新材ベース）平成17年度版 (PDF)  経済産業省製造産業局住宅産業窯業建材課 2007年2月19日。